# 3394 Banno
3394 Banno este un asteroid din centura principală, descoperit pe 16 februarie 1986, de Shigeru Inoda și Takeshi Urata.